# 気候感度
気候感度（きこうかんど、英語：climate sensitivity、sensitivity of climate）とは、ある外部的な要因に対して、気候がどれくらいの影響を受けるかという度合いを表す気候学の用語。

## 「気候感度」の考え方
気候感度は、ある放射強制力に対して、どのくらい気温（地表平均気温）の上下がもたらされるかという考え方であり、数値的には、単位量（ある一定の放射強制力）あたりの気温の変化量（長期的な気候の変化後の気温）で表される。
ここでの気温の変化量は、気温が上昇している状態ではなく、放射が平衡に達して気温が安定したときを考え、これを平衡気候感度と言う。また、平衡気候感度を算出できない気候モデルで用いられる、海洋の熱的な変化を考慮した有効気候感度というものもある。こういった平衡を考えずに、あらかじめ決めた期間内での気温の変化量を用いた場合には、気候感度ではなく過渡気候応答（Transient climate response, TCR。気候の漸増応答とも）という。

## 気候感度の変化と気候変動
気候感度の大きさが変わると、同じ放射強制力あたりの気温の変化量も変わる。気候感度が良いほど気温の変化量が大きい。
雲の放射強制力に関する理解が進んでいないため、気候モデルの結果は、その気候モデルが雲の放射強制力をどのように規定しているかによって大きく左右される。気候感度を強めるフィードバックとして特に重要なものに水蒸気フィードバックがある。

## 気候感度の算出例
大気中の二酸化炭素 (CO2) の濃度が二倍になった時の放射強制力の変化 (ΔF) に対する気温の変化量 (ΔT×2) は、気候感度パラメータ (λ) を用いて次式で表される。
ΔT×2 = λΔF.
単位はそれぞれ、ΔF が W/m2、λ が °C/(W/m2)、ΔT×2 が °C である。一般的な気候モデルでは、ΔF の値に 3.7 W/m2 がしばし用いられている。現在の気候モデルは気候感度を高めに設定されているとされる。最近では、実測値等の観測に基づく研究の進展により、従来考えられていた気候感度よりも低い値を報告する論文も出始めている。
| 推定値 (℃)      | 算出手法                                            | 出典                                    |
| --------------- | --------------------------------------------------- | --------------------------------------- |
| 5.5 (5–6)       | 放射平衡による数値計算                              | アレニウス (1896)                       |
| 2.0             | 放射平衡による数値計算                              | G. S. Callendar (1938)                  |
| 2.36            | 一次元放射対流平衡モデル                            | S. Manabe and R. T. Wetherald (1967)    |
| 0.7             | 拡散雲モデル (diffuse cloud model)                  | B. C. Weare and F. M. Snell (1974)      |
| 2.9 (極域は7–9) | 3次元全球気候モデル (General Circulation Model)     | S. Manabe and R. T. Wetherald (1975)    |
| 0.8             | 帯状平均気候モデル                                  | O. George and A. Shoshana (1978)        |
| <0.25 (低緯度)  | 静的放射フラックスモデル                            | R. E. Newell and T. G. Dopplick (1979)  |
| 1.5–4.5         | 米国科学アカデミーにおける議長提案                  | チャーニーら (1979)                     |
| 2               | 大気-海洋結合モデル (AOGCM)                         | S. Manabe and R. J. Stouffer (1980)     |
| 0.79            | 湿潤断熱減率を用いた一次元放射対流平衡モデル        | J. R. Hummel and W. R. Kuhn (1981)      |
| 0.3             | 固定した海面水温を用いた気候モデル                  | W. L. Gates et al. (1981)               |
| 4 (2.5–5)       | 3次元全球気候モデル (Global Climate Model)          | J. E. Hansen et al. (1984)              |
| 0.4             | 自然界の放射測定実験による解析                      | S. B. Idso (1998)                       |
| <1              | 観測値とモデルの比較                                | R. S. Lindzen and C. Giannitsis (2002)  |
| 0.75 (SSTは0.5) | 堆積物などの代替示標                                | N. J. Shaviv and J. Veizer (2003)       |
| 0.8             | 標準エネルギー収支モデルに基づくデータ解析          | D. H. Douglass et al. (2006)            |
| 1.1 (0.6–1.6)   | 海洋の熱容量による解析                              | S. E. Schwartz (2007)                   |
| 1.3 (0.9–1.8)   | エアロゾル、海洋熱輸送の寄与を評価                  | P. Chylek et al. (2007)                 |
| 0.5             | 衛星による放射収支測定 (ERBE)                       | R. S. Lindzen and Y.-S. Choi (2009)     |
| 0.01            | 断熱モデルを用い大気の鉛直温度構造の安定性を評価    | G. V. Chilingar et al. (2009)           |
| 0.5–0.75        | リニアモデルに基づいた気候感度の再評価              | K. Kimoto (2009)                        |
| 0.6             | 衛星観測による放射フラックスの回帰分析 (CERES)      | R. W. Spencer and W. D. Braswell (2010) |
| 0.6             | 海面水温および衛星による観測データ解析 (ERBE、CERS) | R. S. Lindzen and Y. S. Choi (2011)     |
| 0.8             | CO2の光学的厚さの分光データ測定                     | A. Laubereau and H. Iglev (2013)        |
| 0.6             | エネルギー収支の二層気候モデル                      | H. Harde (2014)                         |
| 0.33            | 二次モデルによる放射強制力の計算                    | H. D. Lightfoot and O. A. Mamer (2014)  |
| 0.4             | 熱エンジンとしての大気伝熱による簡易モデル          | E. Specht et al. (2016)                 |
| 0.6             | ニューラルネットワークによる古気候プロキシの分析    | J. Abbot and J. Marohasy (2017)         |
| 0.7             | ライン・バイ・ライン法による放射伝達計算            | H. Harde (2017)                         |
| 0.4             | ライン・バイ・ライン法による吸収帯の分光解析        | B. M. Smirnov (2018)                    |